# Cobra 11
Cobra 11 (org. titel: Alarm für Cobra 11 - Die Autobahnpolizei) är tysk TV-serie som hade premiär 1996. Actionserien handlar om de två poliserna Semir och Tom som arbetar för motorvägspolisen. I början spelades TV-serien in i Köln, men senare har produktionen flyttats runt i Europa och världen då serien blev väldigt populär. I program bakom kulisserna har visats hur man har byggt upp en riktig motorväg för att kunna genomföra alla bilstunts. Mer än 7 000 bilar har förstörts under inspelningen av TV-serien.
Serien har visats i mer än 120 länder.
I Sverige sändes den på TV3. 
| Rollfigurer              | Skådespelare      |
| ------------------------ | ----------------- |
| Frank Stolte             | Johannes Brandrup |
| Ingo Fischer             | Rainer Strecker   |
| Semir Gerkhahn           | Erdogan Atalay    |
| André Fux                | Mark Keller       |
| Tom Kranich              | René Steinke      |
| Jan Richter              | Christian Oliver  |
| Chris Ritter             | Gedeon Burkhard   |
| Susanna von Landitz      | Julia Stinshof    |
| Frank Traber             | Hendrik Duryn     |
| Andrea Schäfer           | Carina Wiese      |
| Petra Schubert           | Martina Hill      |
| Anna Engelhardt          | Charlotte Schwab  |
| Dieter Bonrath           | Gottfried Vollmer |
| Horst "Hotte" Herzberger | Dietmar Huhn      |